# Antonello Branca
Antonello Branca (* 15. Mai 1935 in Rom; † 25. Juni 2002) war ein italienischer Dokumentarfilmregisseur.

## Leben
Branca war zunächst Fotograf und Journalist; er arbeitete 1959 in Kenia und danach als Korrespondent für L'Agenzia Italia in London. 1961 drehte er sein Debüt, Aria di Londra. Anschließend war er für vier Jahre beim Kultursender TV7 tätig. 1965 fertigte er einen Interview-Dokumentarfilm mit und über Marcello Mastroianni. Im folgenden Jahr zog er in die USA und intensivierte seine Filmarbeit; mehrere seiner Arbeiten wurden ausgezeichnet. Insbesondere sein 1970 entstandener Seize the time über die Black-Panther-Bewegung erregte Aufsehen. Der Film gewann den Premio di qualità dell’allora ministero del Turismo e dello Spettacolo.
Ende der 1980er Jahre veröffentlichte er seine Ergebnisse zum Thema „Technologie und Krieg“ und arbeitete bis zu seinem Tode an einem Projekt zur Darstellung einer „alternativen Geschichte der USA“.

## Filmografie (Auswahl)
- 1961: Aria di Londra
- 1965: Marcello Mastroianni
- 1970: Seize the time